# Klaudyna (cykl powieściowy)

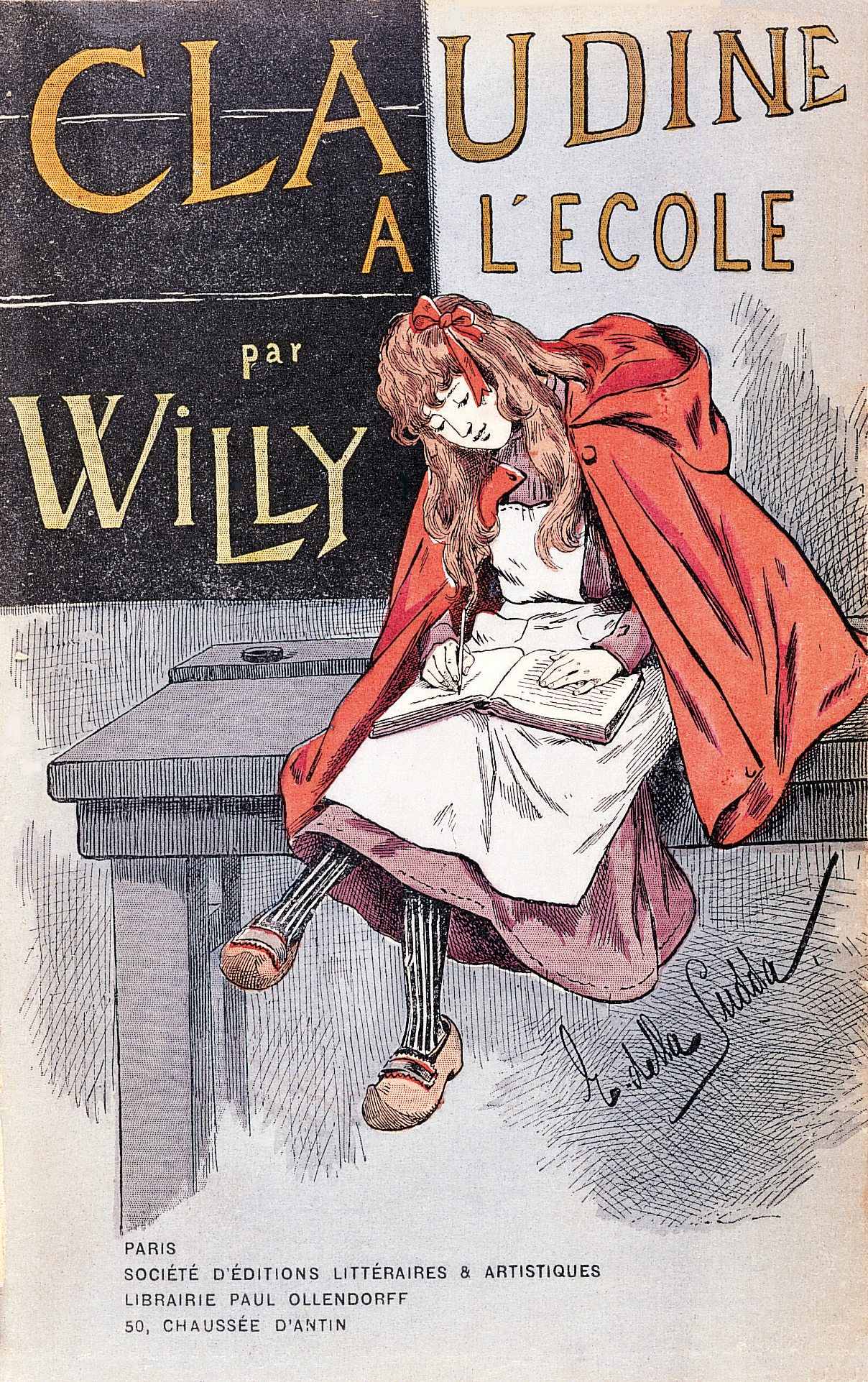
Okładka Klaudyny w szkole

Klaudyna (oryg. fr. Claudine) – cykl powieściowy autorstwa Colette.

## Okoliczności powstania
W 1895 mąż Colette, Henri Gauthier-Villars, krytyk literacki i autor powieści popularnych, postanowił zgromadzić wokół siebie grupę początkujących autorów, którzy byli gotowi oddawać mu do publikacji napisane przez siebie utwory. Prawdopodobnie w tym samym momencie wpadł on na pomysł, by jedną z takich osób była również jego żona. Gauthier-Villars zasugerował, by spisała ona swoje wspomnienia ze szkoły, odpowiednio je upiększając i dodając erotyczne szczegóły. Liczył bowiem, iż utwór na taki temat będzie sukcesem komercyjnym i pozwoli mu na poprawę jego sytuacji finansowej. Zdaniem Lottmana mąż Colette zasugerował jej ogólne ramy fabularne utworu i jego charakter, zaś powieść powstała w kilku wersjach. Początkowo po lekturze rękopisu Gauthier-Villars uznał, iż dzieło nie będzie mieć spodziewanego powodzenia i zrezygnował ze starań o jego druk. Dopiero w 1900 po ponownej lekturze tekstu uznał, że po dokonaniu pewnych korekt powieść będzie mogła zostać wydana. Z powodu niezachowania się rękopisu badacze nie byli w stanie ustalić, na ile zmiany te zmieniły pierwotną postać tekstu, a tym samym – kto jest głównym autorem poszczególnych partii Klaudyny. Colette twierdziła, że należy uznać ją za wyłączną autorkę cyklu. Jej mąż w różnych okresach deklarował natomiast, iż dodawał do tekstu elementy erotyczne, bądź też przeciwnie – iż łagodził zbyt "brutalne" opisy zawarte w tekście żony.

## Treść

### Klaudyna w szkole
Piętnastoletnia Klaudyna uczęszcza do szkoły w Montigny-en-Fresnois, gdzie ma opinię dziewczyny uzdolnionej, lecz leniwej i skorej do wybryków. Wychowywana jest przez ojca, malakologa, pogrążonego w swojej pracy naukowej, matkę straciła we wczesnym dzieciństwie. Po przyjeździe do szkoły nowej nauczycielki, Aimée Lanthenay, Klaudyna zakochuje się w niej. Młoda kobieta początkowo odwzajemnia jej uczucia, jednak zostaje następnie uwiedziona przez dyrektorkę szkoły, pannę Sergent, i wchodzi z nią w  związek lesbijski, o czym wiedzą wszystkie uczennice. Wkrótce później naukę w szkole podejmuje młodsza siostra Aimée, Łusia, która z kolei zakochuje się w Klaudynie; ta jednak odrzuca jej zaloty. W finale utworu Klaudyna pomyślnie zdaje egzaminy uprawniające do wykonywania zawodu nauczycielki i bierze udział w powitaniu ministra odwiedzającego Montigny; w czasie tego wydarzenia matka panny Sergent zastaje córkę w sytuacji intymnej z wizytatorem szkół Dutertre'em.

### Klaudyna w Paryżu
Pragnąc łatwiej wydać napisaną rozprawę malakologiczną, ojciec Klaudyny przenosi się razem z nią do Paryża. Nawiązuje również kontakt z dawno niewidzianą krewną. W jej domu Klaudyna poznaje swojego kuzyna Marcela, z którym się zaprzyjaźnia. Dowiaduje się, iż Marcel jest nieformalnie związany z niewiele starszym przyjacielem ze szkoły, spotyka także w Paryżu Łusię, która uciekła z Montigny i została utrzymanką znacznie starszego od siebie mężczyzny. Marcel przedstawia Klaudynie swojego ojca Renauda, 39-letniego dyplomatę i bywalca salonów. Siedemnastoletnia Klaudyna zakochuje się w nim i po kolejnym spotkaniu wyznaje mu swoje uczucie. Za zgodą ojca dziewczyny Renaud żeni się z nią.

### Małżeństwo Klaudyny
Klaudyna i Renaud prowadzą dostatnie życie, wiele podróżują, organizują proszone obiady, bywają w teatrach i restauracjach. W czasie przyjęć wyprawianych w ich domu Klaudyna poznaje Rezi, żonę oficera brytyjskiego. Początkowo zaprzyjaźnia się z nią, następnie zaczyna z nią flirtować, za zgodą męża, który uważa jej lesbijskie skłonności za nieznaczącą zabawę kobiet. Renaud urządza dla żony i Rezi mieszkanie, w którym mogą się spotykać, zatrzymuje jednak klucz, by kontrolować życie erotyczne żony. Następnie zaś sam zdradza ją z Rezi, co skłania Klaudynę do ucieczki do rodzinnego Montigny. Kolejne listy męża przekonują ją jednak, by do niego wróciła. Klaudyna dochodzi również do wniosku, że nigdy nie kochała Rezi, zaś nawiązana z nią relacja była niepotrzebna.

### Klaudyna odchodzi
W czwartej części cyklu Klaudyna staje się bohaterką drugoplanową, zaś akcja koncentruje się wokół losów jej znajomej Annie Samzun, dotąd uległej małżonki, która za sprawą Klaudyny podejmuje decyzję o ucieczce i wystąpieniu o rozwód.

### Dom Klaudyny
Annie i Klaudyna przebywają w górskim domu tej pierwszej, podczas gdy druga oczekuje na powrót męża z kuracji w Szwajcarii. Klaudyna ciężko przeżywa nieobecność kochanego męża, podczas gdy już rozwiedziona Annie z powodu braku miłości fizycznej stała się nerwowa. Pojawia się Marcel, który zamieszkuje na krótko z obydwiema kobietami i który staje się obiektem zalotów Annie. Klaudyna przekonuje Marcela, by za pieniądze spędził noc z jej przyjaciółką, jednak ten, zdeklarowany homoseksualista, nie zgadza się. Renaud powraca z kuracji, jednak jego stan zdrowia się nie poprawia. Wkrótce umiera, zaś owdowiała Klaudyna wraca do Montigny, gdzie postanawia żyć wyłącznie wspomnieniami.

## Publikacja
Pierwsza część cyklu została opublikowana w 1900 pod nazwiskiem Henriego Gauthiera-Villarsa, który figurował jako jej jedyny autor. Początkowo utwór nie odniósł spodziewanego sukcesu, jednak wielu krytyków literackich, przyjaciół rzekomego autora (m.in. Charles Maurras), poświęciło mu pozytywne recenzje, co znacząco przyczyniło się do wzrostu powodzenia książki.

### Kwestia autorstwa

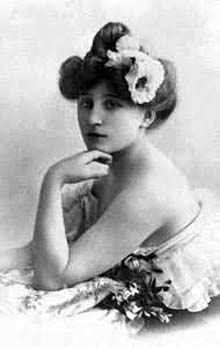
Colette

Colette zgodziła się na publikację powieści pod nazwiskiem męża. W rozmowie z Rachilde Valette, redagującą dla pisma kierowanego przez jej męża, Mercure de France, recenzje literackie, prosiła początkowo, by nie ujawniać jej udziału w tworzeniu utworu. Z czasem ustąpiła, zgadzając się na zasugerowanie jej autorstwa poprzez aluzje, np. do obecności cech dialektu burgundzkiego w języku tekstu (Colette pochodziła z Burgundii). Ostatecznie w swojej recenzji Valette nie rozstrzygnęła kwestii autorstwa, a jedynie stwierdziła, iż jeśli to kobieta jest autorką utworu, powstało wówczas pierwsze takie dzieło, bowiem żadna literatka nie odważyła się dotąd pisać w ten sposób. Dziękując krytyczce za tekst, Colette napisała:

Od lat już gromadził się plik zapisków w formie dziennika, lecz nigdy nie odważyłam się pomyśleć, że nadają się do czytania. Lecz dzięki Belle-Doucette [tj. mężowi], która opracowała i złagodziła ostrości zbyt Klaudynkowate, Klaudyna stała się znośna

Lottman przypuszcza jednak, iż pisząc te słowa, Colette pozostawała pod wpływem męża i nie była szczera. Mąż żądał bowiem od niej, by sama nie wypowiadała się na temat autorstwa tekstu, a nawet uczestniczyła w spotkaniach, w czasie których powieść chwalono, zaś jej oficjalny autor podkreślał, iż żona była dlań bezcenną inspiracją. Jedną z przyczyn, dla których Colette nie walczyła od początku o uznanie jej autorstwa, było niekorzystne dla kobiet francuskie prawodawstwo. Godziła się jedynie, by jej mąż za każdy ukończony tom Klaudyny kupował dla niej perły.
W czasie tworzenia Klaudyny w Paryżu i kolejnych tomów cyklu mąż zamykał pisarkę w mieszkaniu i uwalniał po kilku godzinach, gdy mogła przedstawić mu gotowe fragmenty. Wiele lat później Colette stwierdziła, iż nienawidziła pisanych przez siebie utworów, zwłaszcza Klaudyny w Paryżu i Klaudyna odchodzi, na które największy wpływ miał jej mąż.

## Cechy utworu

### Inspiracje autobiograficzne
Colette zawarła w utworze szereg elementów autobiograficznych, chociaż nie był on dokładnym odbiciem jej życia. Rodzinna wieś głównej bohaterki, Montigny, została opisana według wyglądu rodzinnej miejscowości pisarki Saint-Sauveur-en-Puisaye. Wzorem dla szeregu bohaterów cyklu były postacie autentyczne - postać panny Sergent Colette stworzyła, opisując dyrektorkę własnej szkoły pannę Terrain, zaś swoją koleżankę szkolną, "wielką Anais", oparła na własnej przyjaciółce Odile Henrion. Scena, w której Klaudyna wyznaje miłość Renaudowi, nawiązuje do osobistego doświadczenia Colette, która sama oświadczyła się swojemu przyszłemu mężowi. Z kolei postać homoseksualisty Marcela była portretem jednego z sekretarzy męża Colette. Lesbijski romans Klaudyny z Rezi mógł być odbiciem relacji łączących Colette z Amerykanką Georgie Raoul-Duval.

## Recepcja
Po publikacji Klaudyny w szkole powieść, a następnie jej kontynuacja zyskały ogromną popularność i pochlebne recenzje. Postać Klaudyny-pensjonarki stała się częstym motywem w przedstawieniach kabaretowych. Młode dziewczęta przebrane w mundurki szkolne odwiedzały domniemanego autora powieści, ten zaś przyjmował je prywatnie.
Ogromna popularność cyklu miała konsekwencje dla osób, które stały się pierwowzorami jego bohaterów. Nauczycielka, którą Colette opisała jako Aimée Lanthenay, trzykrotnie została porzucona przez swoich narzeczonych, zaś dziewczyna opisana jako Łusia wyszła za mąż dopiero po drobiazgowym zbadaniu jej dotychczasowego życia.
Dzięki sukcesowi Klaudyny Henri Geuthier-Villars zyskał popularność nieporównywalną z tą, jaką cieszyli się inni autorzy powieści popularnej.